# Phoebophilus sajanus
Phoebophilus sajanus är en fjärilsart som beskrevs av Bang-haas 1906. Phoebophilus sajanus ingår i släktet Phoebophilus och familjen nattflyn. Inga underarter finns listade i Catalogue of Life.